# Müsavat
Müsavat (en azerí: Müsavat Partiyası) es un partido político de Azerbaiyán, fundado en 1911 por el periodista Mohammad Amin Rasulzade. Es uno de los principales partidos políticos de oposición en el país.

## Historia
El partido fue fundado en 1911, y utilizaba como símbolo el color panturco (azul claro) con 45 medias lunas y estrellas blancas de ocho puntas. El partido federalista tenía como símbolo una bandera tricolor blanca, roja y verde representando a las tres principales dinastías azeríes: Derbendis, Mazyadidas y Kesranidas.
Poco después de febrero de 1917, ambos partidos se unieron y nació el Müsavat. Este partido adoptó como símbolo los colores azul claro, rojo y verde, con la media luna y estrella de ocho puntas en el centro de color blanco, fusión de ambas banderas. Está bandera se convirtió en la bandera nacional de Azerbaiyán durante su efímera independencia y después de 1989.
El partido dominaba inicialmente una parte del actual Azerbaiyán, excluidos los territorios orientales armenios. Pero los comunistas se rebelaron y controlaron el Este del país bajo el nombre de Comuna de Bakú. El Müsavat estableció su gobierno en Gəncə, dominando los tres distritos occidentales. 
La guerra entre Rusia y Turquía se había zanjado con el Tratado de Brest-Litovsk, pero la República de Transcaucasia, Estado sucesor de Rusia en Transcaucasia, se oponía a las cesiones territoriales establecidas por aquel tratado. Los turcos invadieron el Cáucaso y el Müsavat se alió a estos y con su ayuda avanzó hacia Bakú. Los comunistas dejaron el poder y dieron paso a una dictadura menchevique con apoyo británico, conocida como Dictadura del Caspio Central, pero finalmente el Müsavat y los turcos tomaron Bakú y se creó definitivamente la República de Azerbaiyán.
La derrota turca en la guerra (noviembre de 1918) obligó a las fuerzas otomanas a salir del país. El Müsavat mantuvo el control y su Gobierno y el Estado de Azerbaiyán fueron reconocidos por los aliados en enero de 1920.
A finales de abril de 1920, los comunistas tomaron el poder y se estableció una república soviética, que finalmente en 1922 ingresó, como parte de la República Socialista Federativa Soviética de Transcaucasia, en la Unión Soviética. Los líderes del Müsavat huyeron a Turquía y durante muchos años el partido solo actuó en el exterior.
A finales de los años ochenta del siglo XX, el Müsavat se integró en el Frente Popular. En 1992 fue reconocido como partido político y registrado al año siguiente, con una ideología panturca, panislámica y nacionalista con tendencia a una mayor secularización. Fuera del Frente Popular, es un partido de oposición en la actualidad (2004) que lleva el nombre de Yeni Müsavat Partiyasi (Nuevo Partido de la Igualdad).